# Ангелешти (Ђурђу)
Ангелешти (рум. Anghelești) насеље је у Румунији у округу Ђурђу у општини Букшани. Oпштина се налази на надморској висини од 104 m.

## Становништво
Према подацима из 2002. године у насељу је живело 158 становника, од којих су сви румунске националности.